# Integrace racionálních funkcí
Integrace racionálních funkcí se týká neurčitého integrálu tvaru {\displaystyle \int {\frac {P(x)}{Q(x)}}\,\mathrm {d} x}, kde {\displaystyle P(x),Q(x)} jsou polynomy.
Racionální funkci {\displaystyle {\frac {P(x)}{Q(x)}}} je vždy možné rozložit na součet polynomu a ryze racionální lomené funkce. Racionální lomenou funkci vyjádříme jako součet parciálních zlomků. Vzhledem k tomu, že integrace polynomu je triviální, zbývá řešit integraci lomené racionální funkce, která se však v nejobecnějším případě redukuje na řešení integrálu
{\displaystyle I_{1}=\int {\frac {A}{{(x-a)}^{n}}}\,\mathrm {d} x}
pro přirozené číslo {\displaystyle n\geq 1} a {\displaystyle x\neq a}, a integrálu
{\displaystyle I_{2}=\int {\frac {Mx+N}{{(x^{2}+px+q)}^{n}}}\,\mathrm {d} x}
pro přirozené číslo {\displaystyle n\geq 1}, přičemž diskriminant D výrazu {\displaystyle x^{2}+px+q} je záporný.
Pro integrál {\displaystyle I_{1}} dostaneme pro {\displaystyle n=1} aplikováním základních integračních vztahů výraz
{\displaystyle \int {\frac {A}{x-a}}\,\mathrm {d} x=A\ln {|x-a|}+C}
pro {\displaystyle x\neq a}.
Pro {\displaystyle n\geq 2} pak pro {\displaystyle I_{1}} ze základních vztahů plyne
{\displaystyle \int {\frac {A}{{(x-a)}^{n}}}\,\mathrm {d} x={\frac {A}{1-n}}{\frac {1}{{(x-a)}^{n-1}}}+C}
pro {\displaystyle x\neq a}.

Integrál {\displaystyle I_{2}} pro {\displaystyle M=0,n=1} lze převést na integrál {\displaystyle \int {\frac {\,\mathrm {d} x}{x^{2}+a^{2}}}} pomocí substituce
{\displaystyle x^{2}+px+q={(x+{\frac {p}{2}})}^{2}-({\frac {p^{2}}{4}}-q)=z^{2}+a^{2}},
kde {\displaystyle z=x+{\frac {p}{2}}} a {\displaystyle a^{2}=-({\frac {p^{2}}{4}}-q)=-D}. Pomocí základních integračních vztahů pak dostaneme
{\displaystyle \int N{\frac {\,\mathrm {d} x}{x^{2}+px+q}}=N\int {\frac {\,\mathrm {d} x}{{(x+{\frac {p}{2}})}^{2}-({\frac {p^{2}}{4}}-q)}}=}
{\displaystyle =N\int {\frac {\,\mathrm {d} z}{z^{2}+a^{2}}}={\frac {N}{a}}\operatorname {arctg} {\frac {z}{a}}+C={\frac {N}{\sqrt {-D}}}\operatorname {arctg} {\frac {x+{\frac {p}{2}}}{\sqrt {-D}}}+C}
Integrál {\displaystyle I_{2}} pro {\displaystyle M\neq 0} a {\displaystyle n=1} upravíme tak, aby v čitateli byl (až na aditivní konstantu) násobek derivace jmenovatele, což umožňuje úpravu
{\displaystyle \int {\frac {kf^{\prime }(x)+A}{f(x)}}\,\mathrm {d} x=k\int {\frac {f^{\prime }(x)}{f(x)}}\,\mathrm {d} x+\int Af(x)\,\mathrm {d} x}
Řešení prvního integrálu lze najít podle základních integračních vztahů a druhý integrál je integrál typu {\displaystyle I_{2}} pro {\displaystyle M=0,n=1}. Využijeme-li toho, že {\displaystyle {(x^{2}+px+q)}^{\prime }=2x+p} a současně 
{\displaystyle Mx+N={\frac {M}{2}}\left(2x+{\frac {2N}{M}}\right)={\frac {M}{2}}\left[(2x+p)+({\frac {2N}{M}}-p)\right],}
pak dostáváme řešení
{\displaystyle \int {\frac {Mx+N}{x^{2}+px+q}}\,\mathrm {d} x={\frac {M}{2}}\int {\frac {2x+p}{x^{2}+px+q}}\,\mathrm {d} x+{\frac {M}{2}}({\frac {2N}{M}}-p)\int {\frac {\,\mathrm {d} x}{x^{2}+px+q}}=}
{\displaystyle ={\frac {M}{2}}\ln {|x^{2}+px+q|}+AI}
kde {\displaystyle I} je integrál typu {\displaystyle I_{2}} pro {\displaystyle M=0,n=1}.
Integrál {\displaystyle I_{2}} pro {\displaystyle M=0,n>1} lze pomocí substituce {\displaystyle x-{\frac {p}{2}}=z,\,\mathrm {d} z=\,\mathrm {d} x} a {\displaystyle -({\frac {p^{2}}{4}}-q)=a^{2}} upravit na tvar
{\displaystyle K_{n}=\int {\frac {N\,\mathrm {d} x}{{(x^{2}+px+q)}^{n}}}=\int {\frac {N\,\mathrm {d} x}{{[{(x-{\frac {p}{2}})}^{2}-({\frac {p^{2}}{4}}-q)]}^{n}}}=N\int {\frac {\,\mathrm {d} z}{{(z^{2}+a^{2})}^{n}}}}

Řešíme-li poslední integrál metodou per partes, dostaneme rekurentní vztah
{\displaystyle K_{n+1}={\frac {z}{2na^{2}{(z^{2}+a^{2})}^{n}}}+{\frac {2n-1}{2na^{2}}}K_{n}}
pro {\displaystyle n\geq 1}. Řešení integrálu {\displaystyle K_{n}} lze pak vyjádřit prostřednictvím integrálu {\displaystyle K_{1}}, což je však integrál typu {\displaystyle I_{2}} pro {\displaystyle M=0,n=1}.
U integrálů {\displaystyle I_{2}}, u nichž je {\displaystyle M\neq 0,n>1} použijeme {\displaystyle f(x)=x^{2}+px+q}. Čitatele lze pak vyjádřit ve tvaru {\displaystyle kf^{\prime }(x)+A}. Řešení má pak tvar
{\displaystyle \int {\frac {Mx+N}{{(x^{2}+px+q)}^{n}}}\,\mathrm {d} x=\int {\frac {kf^{\prime }(x)+A}{{[f(x)]}^{n}}}\,\mathrm {d} x=k\int {\frac {f^{\prime }(x)}{{[f(x)]}^{n}}}\,\mathrm {d} x+A\int {\frac {\,\mathrm {d} x}{{[f(x)]}^{n}}}=}
{\displaystyle ={\frac {M}{2(1-n)}}{\frac {1}{{(x^{2}+px+q)}^{n-1}}}+K_{n}},
kde {\displaystyle K_{n}} je integrál vyjádřený pomocí dříve uvedeného rekurentního vztahu.
Při integraci racionální funkci tedy nejdříve vyjádříme tuto funkci jako součet polynomu, který lze ihned integrovat, a racionální lomené funkce, kterou rozložíme na parciální zlomky. Poté integrujeme parciální zlomky, čímž získáme celé řešení integrálu původní racionální funkce.